# Karel Bouška
Karel Bouška (2. ledna 1933, Kozovazy – 5. září 2001, Jablonec nad Nisou) byl český cyklista, celkem desetinásobný mistr republiky, z toho pětkrát v cyklokrosu, v němž také jednou skončil na druhém místě.
Prakticky celou kariéru strávil v Mladé Boleslavi, kde pracoval jako opravář v automobilce. Po skončení sportovní kariéry zde působil jako trenér Jiřího Murdycha, Vojtěcha Červínka a dalších. Trénoval také reprezentaci např. Miloše Fišeru na MS 1972, kde získal stříbro.
Zúčastňoval se závodů jako např. Praha - Karlovy Vary - Praha, Košice - Tatry - Košice, Okolo Slovenska, Mladá Boleslav - Krkonoše - Mladá Boleslav.
Třikrát se zúčastnil mistrovství světa v cyklokrosu.